# This is the Life (canción de Amy Macdonald)
«This Is The Life» es una canción de Rock alternativo  y Folk rock de la cantante escocesa Amy Macdonald de su álbum de 2007 del mismo título. Fue lanzado el 10 de diciembre de 2007 en Reino Unido, y en abril de 2008 en la mayoría de los países europeos, convirtiéndose en un éxito mundial importante. Hasta la fecha ha sido el sencillo más exitoso de Macdonald, superando cinco listas y llegó a los diez primeros en 11 listas de todo el mundo. El sencillo por su cuenta vendió cerca de 10 millones de copias en todo el mundo. 
Como signo de la popularidad, la canción y el vídeo musical se incluyeron en el famoso doble recopilatorio NRJ Music Awards 2009.

## Listas
La canción fue lanzada por primera vez a finales de 2007 en el Reino Unido, pero logró un éxito moderado, alcanzando el puesto # 28. En 2008, fue entonces, sucesivamente, que fue lanzado en muchos países europeos, alcanzando gran éxito en los Países Bajos Mega Top 50 y el Top 40, también en el Ultratop 50 (Bélgica Flandes), el Ultratop 40 (Bélgica Valonia), y en FIMI italiano. En Alemania y Francia la canción alcanzó el N.º 2. La canción fue también un gran éxito en el Airplay y charts y tuvo una larga rotación en Austria, Suiza y Bélgica (Valonia).
| Listas (2008-2009)                          | Posición máxima |
| ------------------------------------------- | --------------- |
| Alemania Singles Chart                      | 2               |
| Austria Top 100                             | 1               |
| Bélgica Singles Chart (Flanders y Wallonia) | 1               |
| European Hot 100 Singles                    | 2               |
| España PROMUSICAE                           | 3               |
| Francia Singles Chart                       | 2               |
| Italian Singles Chart                       | 2               |
| UK Singles Chart                            | 28              |
| Sweden Singles Chart                        | 3               |

### Listas de fin de año
| Lista (2008)                     | Posición |
| -------------------------------- | -------- |
| Austrian Singles Chart           | 8        |
| Belgian (Flanders) Singles Chart | 1        |
| Belgian (Wallonia) Singles Chart | 3        |
| Dutch Singles Chart              | 1        |
| European Hot 100                 | 9        |
| French Airplay Chart             | 16       |
| French Digital Singles Chart     | 4        |
| French Singles Chart             | 29       |
| German Singles Chart             | 8        |
| Swiss Singles Chart              | 5        |
| Lista de fin de año (2009)       | Posición |
| Belgian (Flanders) Singles Chart | 89       |
| Belgian (Wallonia) Singles Chart | 74       |
| European Hot 100                 | 14       |
| German Singles Chart             | 28       |
| Hungarian Airplay Chart          | 4        |
| Spanish Singles Chart            | 6        |
| Swiss Singles Chart              | 24       |

### Lista de todos los tiempos
| País  | Posición |
| ----- | -------- |
| Suiza | 2        |

### Certificaciones y ventas
| País     | Certificación | Fecha                 | Ventas certificadas |
| -------- | ------------- | --------------------- | ------------------- |
| Bélgica  | Platino       | 18 de octubre de 2008 | 40,000              |
| Alemania | Platino       | 2008                  | 300,000             |
| Suiza    | Oro           | 2008                  | 15,000              |
| España   | 2x Platino    | 2009                  | 80,000              |

En España la canción tuvo un éxito increíble en radio, alcanzando el puesto # 3 en los conteos oficiales españoles en individuales recopilados por Promusicae, y siendo certificado disco de platino 2x con ventas superiores a 80.000 unidades.

## Vídeo musical
El video musical se compone de imágenes de Macdonald y de sus amigos en la noche. Fue lanzado en enero del 2008 y fue dirigido por un amigo de Macdonald.
En el verano de 2011 en Chile fue utilizada en un comercial de la multinacional Falabella para el avance de temporada otoño-invierno  
2011.

## Lista de canciones
CD sencillo
1. "This Is the Life" — 3:05
2. "This Much Is True" — 2:44

Descarga Digital
1. "This Is the Life" — 3:05
2. "This Is the Life (Versión acústica)" — 3:06